# 미술상
미술상(美術商) 또는 아트 딜러(art dealer)는 미술가로부터 미술품을 구입하여 그것을 수집가 등의 고객에게 판매하는 사람 또는 업체이다.

## 역할
미술상은 일반적으로 다양한 예술가를 발굴하고 재조명하며, 관심있는 수집가와 갤러리, 미술관 등과 연결시켜 준다. 몇 미술상은 시장 트렌드를 이끌어가기도 한다.  많은 미술상들은 특정 스타일, 시기, 지역 등을 정해서 집중적으로 다룬다. 더 좋은 미술품을 발굴하기 위해, 세계 각국의 전시회, 경매, 작가의 작업장 등을 두루 방문한다. 미술상들은 이들 작품을 구매한 후, 갤러리에서 재판매하거나, 또는 수집가에게 직접 팔기도 한다. 현대 미술을 거래하는 미술상은 주로 자신의 갤러리에서 직접 전시를 하며, 판매 가격의 수수료를 가져가기도 한다.

## 직업적 요구사항
보통 미술사를 전공하는 경우가 많다. 미술관 큐레이터나 아트옥션 경력에서 시작하는 경우도 있다. 갤러리 소유자가 성공을 위해 직접 미술상 일을 하는 경우도 있다. 그 밖에 비평가, 학자, 큐레이터, 경매사, 예술가 등의 경력을 가진 사람도 미술상 직업을 하는 경우도 있다.
미술상은 예술 세계에서의 사업적인 면을 이해할 수 있어야 한다. 시장 트렌드를 계속 관찰하며, 구매자들이 어떤 스타일을 원하는지에 관한 지식을 꾸준히 유지해야 한다. 또 작품을 얼마까지 지불해 구입하고 다시 재판매 할 수 있는지의 대한 예측을 할 수 있어야 한다. 또 예술에 대한 열정과 해박한 지식이 필요하다. 현대 미술을 거래하는 미술상들은 새로운 예술가를 찾아 홍보하고, 그들의 작품을 위한 시장도 개척하며, 스스로의 수입도 확보해야 한다. 미술 시장은 다른 주요 시장들 이상으로 경제 호황이나 침제기에 영향을 많이 받는다. 따라서 경제 상황에 관해서도 항상 주의를 기울여야 한다. 미술품을 거래할 때 가격과 이윤을 너무 높게 산정했을 때 경기가 좋지 않으면 가치 평가가 떨어질 수 있다.
작품의 가치를 결정하기 위해, 미술상들은 작품을 아주 자세히 들여다보고 조사한다. 경험이 많은 미술상들은 서명되지 않은 작품이라도 붓질의 상태, 색상, 형태 등을 보고도 구별하는 방법을 익힌다. 이를 통해 시대적 스타일은 물론이고 어느 예술가인지까지 구별해 내기도 한다. 그 밖에 위조 작품을 구별하는 방법도 익힌다.

## 한국에서의 미술상
미술상의 대부분은 소유자의 미술품에 대한 판단과 취향, 또한 고객에 대한 소유자의 개성이라는 요소가 크기 때문에 개인 영업인 것이 대부분이다. 규모는 자본금 · 종업원 · 매출 모두 소규모 업자가 많다. 적은 인원으로 작가와의 협상, 영업 판매, 전시 작업, 운송, 회계, 조사 등의 업무를 수행하고 있다. 또한 자사 부동산을 가진 업체는 적고, 대부분 상점이나 건물의 오피스를 임대하고 있다.

## 같이 보기
- 감정인
- 경매
- 학예사